# Carl Larenz
Franz Carl Josef Anton Benedict Larenz (* 25. Februar 1798 in Beverungen; † 9. September 1876 ebenda) war ein deutscher Gutsbesitzer und Abgeordneter.
Larenz wär Ökonom und Gutsbesitzer in Beverungen. Dort gehörte er auch dem Stadtrat an. Von 1841 bis 1852 und erneut von 1865 bis 1868 war er für die Städte Brakel u. a. Mitglied im Provinziallandtag der Provinz Westfalen. 1847 war er auch Abgeordneter im Ersten Vereinigten Landtag.